# Schizotricha anderssoni
Schizotricha anderssoni är en nässeldjursart som beskrevs av Jäderholm 1904 . Schizotricha anderssoni ingår i släktet Schizotricha och familjen Halopterididae.
Artens utbredningsområde är Södra Ishavet. Inga underarter finns listade i Catalogue of Life.